# ویتوریو اسکانتامبورلو
ویتوریو اسکانتامبورلو (انگلیسی: Vittorio Scantamburlo; ۱ ژوئن ۱۹۳۰ – ۱ اکتبر ۲۰۱۶) بازیکن فوتبال اهل ایتالیا بود.
از باشگاه‌هایی که در آن بازی کرده‌است می‌توان به باشگاه فوتبال پادوا اشاره کرد.